# Kabinetsherschikkingen tijdens het kabinet-Wijdenbosch II

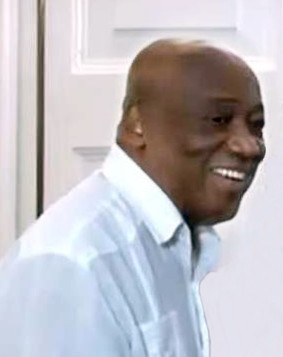
Jules Wijdenbosch, 2017

De kabinetsherschikkingen tijdens het kabinet-Wijdenbosch II verwijzen naar de herschikkingen van ministers in de periode van 1996 tot 2000. Het kabinet stond onder leiding van president Jules Wijdenbosch en vicepresident Pretaap Radhakishun.
Er vonden in deze regeerperiode veel wisselingen plaats, in De toekomst van ons verleden van Jules Sedney wel stoelendans genoemd, die hun oorzaak kenden doordat ministers in ongenade vielen van president Wijdenbosch of wanneer een politieke partij uit de regering stapte of eruit werd gezet.
Het kabinet ging van start op 20 september 1996 en het eerste ontslag was op 31 januari 1997 voor minister Richard Kalloe. Op 25 augustus 1997 volgde het ontslag van Atta Mungra. In september 1997 stapten twee partijen uit de coalitie: de Politieke Vleugel van de FAL (PVF) en de Hernieuwde Progressieve Partij (HPP), waarmee een einde kwam aan het ministerschap van Ernie Brunings en Elias Khodabaks. Nadat Kries Mahadewsing betrokken was bij een vuurwapenincident, werd hij op 29 september 1998 ontslagen.
Hierna volgde de val van het kabinet op 9 december 1999, waarna een rompkabinet de regeerperiode afsloot tot de vervroegde verkiezingen op 25 mei 2000. Deze verkiezingen werden gewonnen door de oppositie, waarna de regering van Suriname werd voortgezet door het kabinet-Venetiaan II.

## Ministers
Hieronder staan de ministers uit het kabinet-Wijdenbosch II.
| Ministerie                            | minister                         | Etniciteit  | partij | van  | tot  |
| ------------------------------------- | -------------------------------- | ----------- | ------ | ---- | ---- |
| Arbeid                                | Errol Snijders (1948)            | Creool      | NDP    | 1996 | 1997 |
| Arbeid                                | Faried Pierkhan (1960)           | Hindoestaan | BVD    | 1997 | 1999 |
| Arbeid                                | Soewarto Moestadja (1949)        | Javaan      | KTPI   | 1999 | 2000 |
| Binnenlandse Zaken                    | Sonny Kertoidjojo (1966)         | Javaan      | KTPI   | 1996 | 2000 |
| Buitenlandse Zaken                    | Errol Alibux (1948)              | Hindoestaan | NDP    | 1996 | 1996 |
| Buitenlandse Zaken                    | Faried Pierkhan (1960)           | Hindoestaan | BVD    | 1996 | 1997 |
| Buitenlandse Zaken                    | Errol Snijders (1948)            | Creool      | NDP    | 1997 | 2000 |
| Defensie                              | Ramon Dwarka Panday (1950-2013)  | Hindoestaan | KTPI   | 1996 | 1999 |
| Defensie                              | Errol Snijders (1948)            | Creool      | NDP    | 1999 | 2000 |
| Financiën                             | Atta Mungra (1939-2002)          | Hindoestaan | BVD    | 1996 | 1997 |
| Financiën                             | Tjandrikapersad Gobardhan (1948) | Hindoestaan | BVD    | 1997 | 1999 |
| Financiën                             | Errol Alibux (1948)              | Hindoestaan | NDP    | 1999 | 2000 |
| Handel en Industrie                   | Robby Dragman (1953)             | Javaan      | KTPI   | 1996 | 1999 |
| Justitie en Politie                   | Paul Sjak Shie (1929-2006)       |             | NDP    | 1996 | 1999 |
| Justitie en Politie                   | Yvonne Raveles-Resida (1941)     |             | NDP    | 1999 | 2000 |
| Landbouw, Veeteelt en Visserij        | Saimin Redjosentono (1940-2024)  | Javaan      | KTPI   | 1996 | 2000 |
| Natuurlijke Hulpbronnen               | Errol Alibux (1948)              | Hindoestaan | NDP    | 1996 | 2000 |
| Onderwijs, Sport en Cultuur           | Tjan Gobardhan (1948)            | Hindoestaan | BVD    | 1996 | 1997 |
| Onderwijs, Sport en Cultuur           | Kries Mahadewsing (1942-2013)    | Hindoestaan | BVD    | 1997 | 1998 |
| Onderwijs, Sport en Cultuur           | Karan Ramsundersingh (1938-2018) | Hindoestaan | BVD    | 1998 | 1999 |
| Onderwijs, Sport en Cultuur           | Rudolf Mangal (1940-2021)        | Hindoestaan | BVD    | 1999 | 2000 |
| Openbare Werken                       | Richard Kalloe (1949)            | Hindoestaan | BVD    | 1996 | 1997 |
| Openbare Werken                       | Rudolf Mangal (1940-2021)        | Hindoestaan | BVD    | 1997 | 2000 |
| Planning en Ontwikkelingssamenwerking | Ernie Brunings (1944-2007)       |             | PVF    | 1996 | 1997 |
| Planning en Ontwikkelingssamenwerking | Waldi Nain (onbekend)            | Javaan      | KTPI   | 1997 | 1999 |
| Planning en Ontwikkelingssamenwerking | Dick de Bie (1953-2023)          |             | NDP    | 1999 | 2000 |
| Regionale Ontwikkeling                | Yvonne Raveles-Resida (1941)     |             | NDP    | 1996 | 2000 |
| Sociale Zaken                         | Soewarto Moestadja (1949)        | Javaan      | KTPI   | 1996 | 2000 |
| Transport, Communicatie en Toerisme   | Dick de Bie (1953-2023)          |             | NDP    | 1996 | 2000 |
| Volksgezondheid                       | Elias Khodabaks (1953-2008)      | Hindoestaan | HPP    | 1996 | 1997 |
| Volksgezondheid                       | Theo Vishnudatt (1948)           | Hindoestaan | OPDA   | 1997 | 1999 |
| Volksgezondheid                       | Soewarto Moestadja (1949)        | Javaan      | KTPI   | 1999 | 2000 |